# Marc Lecuru
Marc Lecuru, né le 11 août 1947 à Chauny,, est un homme politique français qui fut maire de Cahors, préfecture du Lot.

## Biographie
Marc Lecuru est né le 11 août 1947 dans la ville de Chauny, dans le département français de l'Aisne, d'un père instituteur et d'une mère secrétaire. Il grandit à Paris, ville dans laquelle il vivra jusqu'à 23 ans. Il fait ses études au lycée Condorcet, puis intègre la Faculté de chirurgie dentaire de Paris Garancière.
Son engagement en politique débute en 1988, année où il adhère au Rassemblement pour la République, principale formation politique gaulliste d'alors. Il devient conseiller municipal d'opposition de Cahors à partir de 1990. De 1995 à 2000, il est secrétaire RPR de la 1re circonscription du Lot.
Il est adjoint au maire de Cahors chargé de la culture et du personnel, puis a été maire UMP de janvier 2003 à mars 2008, à la suite de l'invalidation du maire précédent Michel Roumégoux,.
Il est battu aux élections municipales de 2008 par Jean-Marc Vayssouze-Faure.